# Flora. Morphology, Geobotany, Ecophysiology
Flora. Morphology, Geobotany, Ecophysiology, (abreujat Flora, Morphol. Geobot. Ecophysiol.), va ser una revista il·lustrada amb descripcions botàniques que va ser editada per la Societat Botànica Regensburgische i es va publicar a Jena i Nova York entre els anys 1993-1999, durant els quals es van editar els números 188-194. Va ser precedida per Flora, Morphol. Geobot. Oekol. i reemplaçada per Flora, Morphol. Distrib. Funct. Ecol. Pl..